# ジュリー・メイヤー
ジュリー・メイヤー（Julie Mayer）は、アメリカ合衆国のABCで放送されている『デスパレートな妻たち』に登場する架空の人物。演じるのはアンドレア・ボーウェン、日本語版吹替えは本名陽子。

## 人物・経歴
ウィステリア通り4353番地に母スーザンと共に住む。第4シーズンからはマイクが同居し、第5シーズンからは家族とは離れて暮らしているが、一時的に同居していた時期もある。
1990年生まれ。
両親の離婚後は、スーザンと2人で暮らすことを選ぶ。月に1度は父カールと会っている。
スーザンの性生活にもズバズバ物を言い、最後にセックスしたのは何時と聞いたこともある。
学校では成績優秀で手のかからない優等生タイプであり、成績も常にオールＡである。機転も利き、スーザンが面倒を起こした時にはジュリーが解決に導くなど親子関係が逆転してしまうことも多々ある。科学のコンクールで賞を取ったこともあり、スーザンはそのことを他者に自慢したことがある。
継父のマイクとスーザンの間に生まれた息子MJは父違いだが弟である。しかし、二人が会話するシーンはまったくない。
第5シーズンからはしばしば問題を起こして母スーザンを心配させており、そのため口論になることが増えている。
第6シーズンではメディカルスクールに通っていたが辞めてウエイトレスで生計を立てていることが発覚し、最終シーズンではアパート暮らしでアルバイトをしながら博士号を目指していることが語られた。
ダニエル・バン・デ・カンプとは親友同士である。

## シーズン1
母スーザンが、引っ越してきたマイクに恋をしたことに気付き、2人が上手く行くように応援する。上手く行きそうで行かない2人にやきもきしながらも母を懸命に支える。
スーザンがイーディの家をうっかり燃やしてしまい、計量カップが焼け跡から見つかり、それをネタにマーサ･フーバーに脅迫される、という失態を犯してしまった時も、計量カップを取り返し母を助けた。
スーザンに頼まれ、精神病院に入れられているザックと話すうちに、親密になっていくが、キスしているところをスーザンに見られてしまう。ザックのことを良く思っていないスーザン、更にザックの父ポールにも反対される。しかし、ザックはジュリーのことを諦めず付きまとうようになる。その異常性を恐れるようになり、きっぱりと別れを告げる。

## シーズン2
スーザンとマイクが同居することになり、心から祝福するジュリー。ザックを受け入れるとしながらも、スーザンがザックをユタへ行かせてしまったことを知ったジュリーは、マイクに正直に話すようアドバイス。しかし、その一件でマイクは憤り、同居は一転解消され、2人は破局を迎えてしまう。
悲しみに暮れるスーザンがカールと関係を持ってしまったことを知ったジュリーは、大いに軽蔑する。

## シーズン3
スーザンがイアンと付き合い始め、イアンにも懐いていたジュリー。そんな中、イーディーの甥のオースティンと出会い、ひょんな事から二人は恋に落ちる。しかし、過去に少年院にも入ったことがある不良少年のオースティンとの交際をスーザンが認めてくれず、遂には避妊具の購入の付き添いをイーディーに頼む様になる。この行為を知ったスーザンにオースティンとイーディー共々怒られる一方で、その後のイーディーの説得などもあり、ジュリーの思いに少し寛容になる。しかしそれからすぐに、スーザンとイーディーがオースティンとダニエルの浮気現場に遭遇、ダニエルの名前は伏せられてはいるものの、オースティンが浮気していた事を母から知らされてショックを受ける。その後改心したオースティンとよりを戻しかけたのだが、この浮気が原因でダニエルが妊娠、ブリーとオーソンに迫られてオースティンは町を出てしまい、交際に完全に終止符が打たれてしまう。吹っ切れたジュリーはマイクとスーザンを応援、積極的に協力するのだった。

## シーズン４
キャサリン一家が引っ越してきたことによって幼馴染のディランと再会するが、彼女はジュリーのことをまったく覚えていなかった。そのため、不信感を持ち、あれはディランじゃないとスーザンに告げた。それでも、二人でパーティーに行ったりするなど親交を深めている。終盤になって、プリンストン大学に合格してインターンにも行くことが決まるが、ジュリーが出て行くことにスーザンは悲しみ、スーザンを慰めることによって何とかその場を納める。

## シーズン５
休みになったため久々にスーザンのところに恋人同伴で戻ってくるが、その男は大学の講師で40の×三男だったため、スーザンは驚く。その後、クラブで恋人が結婚を考えていると知らされるが拒否し、スーザンの結婚生活を見てきたから一生結婚する気はないとスーザンに告げ口論になる。

## シーズン６
スーザンとマイクの二度目の結婚式に付添い人として登場するが、夜中にゴミを捨てている最中に何者かに背後から襲われ首を絞められて意識不明になる。その後意識が回復し、新たに越してきたダニーと接近するが、実はジュリーは彼の父親のニックと一度関係を持っていた。最終的にダニーはカルロスの親戚のアナと付き合うようになり、ジュリーとは自然消滅する。その後、父カールが亡くなったことで遺産の一部を受け継ぎ、親戚の家に行くこととなってウィステリア通りから去る。

## シーズン７
スーザンが臓器を損傷して入院したことにより、スーザンの見舞いに訪れる。その時は、スーザンの母親も一緒だった。

## シーズン８
中盤に再登場する。久々に会うこととなったため母スーザンは喜びの表情を見せていたが、何と妊娠していて腹部は大きくなっていた。ジュリーは養子に出そうと考えていたが、スーザンが邪魔したことによって里親候補たちは撤退して破談となる。子供の父親が誰か気になったスーザンが後を付けたため口論になり、リネットの息子のポーターとバーで出会って勢いで寝てしまって妊娠したと告白する。その直後、自分の手で育てたいスーザンからシングルマザーも友達みたいで楽しいと言われるが、ジュリーの記憶ではまったくの正反対であり、もう自分は子供を育て終えていてそれはスーザンのことであると言って怒って家を出て行ってしまう。
最終回では娘を出産し、スーザンやMJと共にウィステリア通りを出て行く。